# Joseph Cattarinich

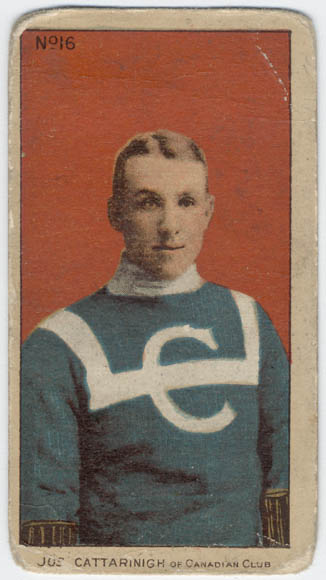
Cartão de Hóquei de Joseph Cattarinich

Joseph Cattarinich (Lévis, 12 de novembro 1881 - 7 de dezembro de 1938) foi um jogador profissional de hóquei no gelo canadense, e co-proprietário de pistas de cavalos de corrida no Canadá e nos Estados Unidos, bem como co-proprietário do time do Canadiens de Montréal da National Hockey League.